# Antonio Mattiazzo

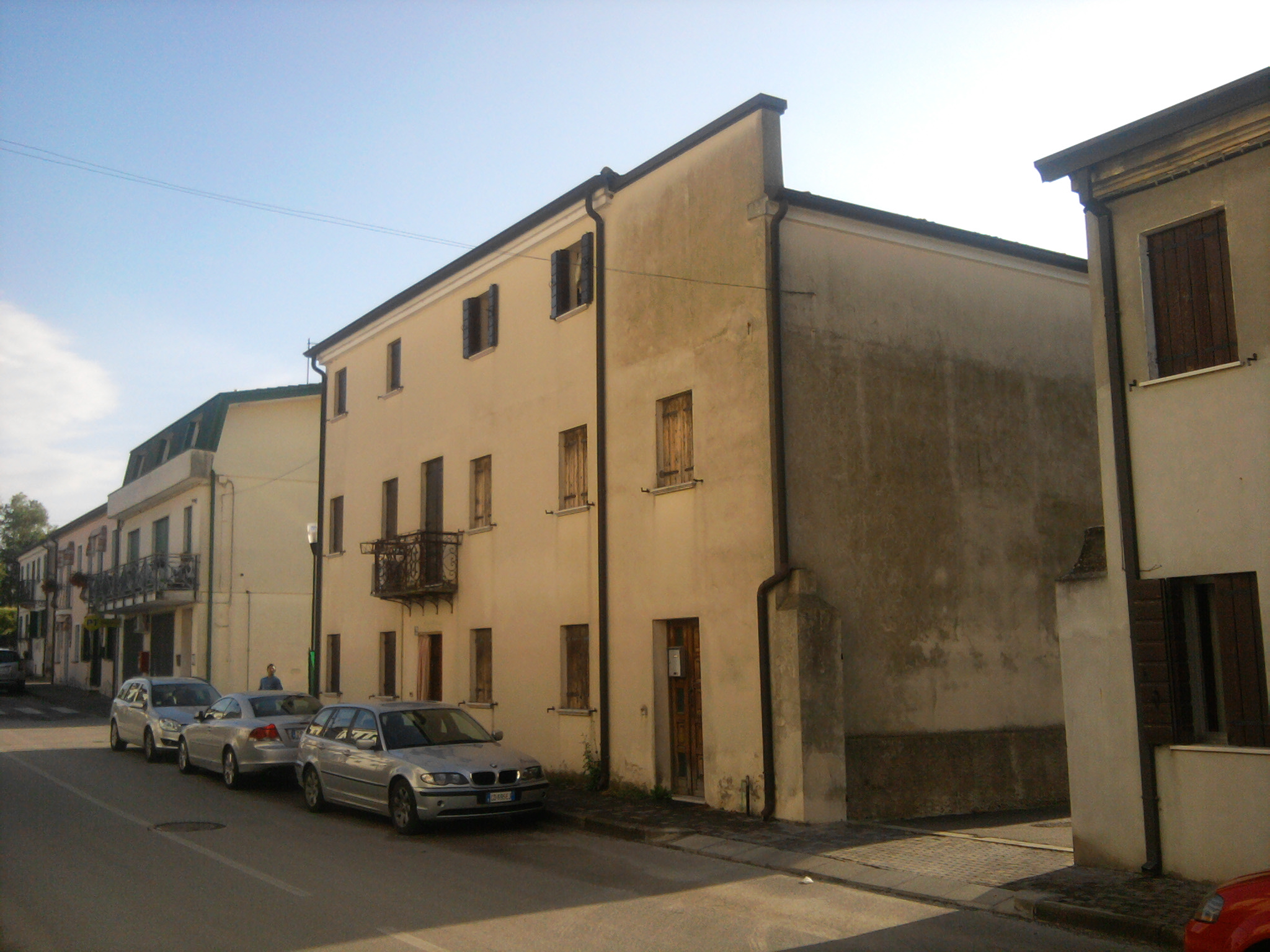
Geboortehuis van aartsbisschop Mattiazzo

Antonio Mattiazzo (Rottanova di Cavarzere, 20 april 1940) is een Italiaans geestelijke en aartsbisschop van de Rooms-Katholieke Kerk.
Mattiazzo bezocht vanaf 1951 het diocesaan seminarie van Padua. Hij werd op 5 juli 1964 priester gewijd. Hij studeerde aan de Pauselijke Lateraanse Universiteit en aan de Pauselijke Ecclesiastische Academie, de diplomatenopleiding van de Heilige Stoel, in Rome. In 1968 trad hij in dienst van het Staatssecretariaat van de Heilige Stoel. Hij werkte achtereenvolgens aan de apostolische nuntiaturen in Nicaragua, Honduras, de Verenigde Staten, Brazilië en Frankrijk.
Paus Johannes Paulus II benoemde hem op 16 november 1985 tot titulair aartsbisschop van Viruno en tot nuntius in Ivoorkust, terwijl hij tezelfdertijd pronuntius was voor Niger en Burkina Faso. Hij ontving zijn bisschopswijding uit handen van kardinaal-staatssecretaris Agostino Casaroli in de Basilica di Sant'Antonio in Padua. Als wapenspreuk koos hij: Recapitulare omnia in Christo (Alles in Christus onder een hoofd bijeenbrengen, uit de brief van Paulus aan de Efeziërs 1,10).
In 1989 benoemde paus Johannes Paulus II hem tot bisschop van Padua, waarbij hij ad personam de titel van aartsbisschop mocht blijven voeren. Mattiazo vervult verschillende functies binnen de Katholieke Kerk in Italië. Hij ontving een eredoctoraat van de Universiteit van Boekarest.
- Gemeinsame Normdatei: 1119275857
- International Standard Name Identifier: 0000 0000 4969 274X
- Library of Congress Control Number: nr98029825
- Nationale Bibliotheek van Israël: 987007294320905171
- Istituto Centrale per il Catalogo Unico: VEAV045326
- Virtual International Authority File: 61460887
- WorldCat: E39PBJjT4cJVx63Y9rjWFwD6rq